# Макс Бокельберг
Макс Бокельберг (нім. Max Bokelberg; 15 квітня 1919, Кіль — 4 травня 1994) — німецький офіцер-підводник, капітан-лейтенант крігсмаріне.

## Біографія
3 квітня 1937 року вступив на флот. З жовтня 1939 року — командир взводу 8-го дивізіону корабельних гармат. З грудня 1939 року — вахтовий офіцер на важкому крейсері «Лютцов». З серпня 1940 року — офіцер роти 2-го морського навчального дивізіону. З травня 1941 року — вахтовий офіцер на важкому крейсері «Адмірал Гіппер». З 10 травня по 23 жовтня 1943 року пройшов курс підводника, з 24 жовтня по 15 листопада — курс позиціонування (радіовимірювання), з 16 листопада по 22 грудня — курс командира підводного човна. З 2 березня 1944 по 18 липня 1944 року — командир підводного човна U-323, з 30 грудня 1944 по 20 лютого 1945 року — U-2530, після чого служив у 8-му навчальному дивізіоні конструкцій військових кораблів. 8 травня був взятий в полон британськими військами. В липні 1945 року звільнений.

## Звання
- Кандидат в офіцери (3 квітня 1937)
- Морський кадет (21 вересня 1937)
- Фенріх-цур-зее (1 травня 1938)
- Оберфенріх-цур-зее (1 липня 1939)
- Лейтенант-цур-зее (1 серпня 1939)
- Оберлейтенант-цур-зее (1 вересня 1941)
- Капітан-лейтенант (1 серпня 1944)

## Нагороди
- Залізний хрест
  - 2-го класу (16 квітня 1940)
  - 1-го класу (грудень 1942)
- Нагрудний знак флоту (12 жовтня 1942)